# Otega Ekperuoh
Nathan Otega Ekperuoh, född 10 oktober 2004, är en svensk fotbollsmålvakt som spelar för FC Arlanda.

## Karriär
Ekperuoh gick 2016 till IF Brommapojkarnas ungdomslag. I juli 2022 skrev han på ett 2,5-årskontrakt med A-laget och lånades samtidigt ut till division 2-klubben Enskede IK. I mars 2024 lånades Ekperuoh ut till Ettan Norra-klubben Täby FK. Han gjorde allsvensk debut för Brommapojkarna den 1 september 2024 i en 3–3-match mot IF Elfsborg.
I december 2024 värvades Ekperuoh av FC Arlanda, där han skrev på ett tvåårskontrakt.